# 隆文館
隆文館（りゅうぶんかん）は、1904年（明治37年）に京都市で創業された出版社である。

## 沿革
小説家として知られていた草村北星がそれまで勤めていた金港堂を退職した後、1904年（明治37年）に京都で隆文館を創業した。出版物は文芸・美術・教育・宗教書などと多岐にわたるが、社長の北星自らの小説や、他の作家の家庭小説の作品の巻頭に付された美人画の木版口絵には、口絵時代の終焉を飾る大首絵の美人画が多く描かれている。口絵を描いた画家は尾竹国観、鏑木清方、桐谷洗鱗、塚原千草、松岡輝夫、鰭崎英朋、宮川春汀、八幡白帆であった。